# مونونوكي

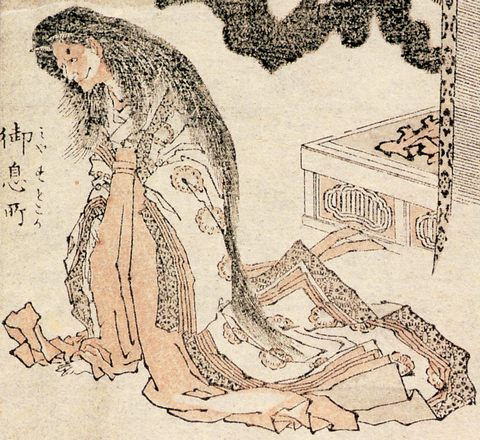
السيدة روكوجو

مونونوكي (بالإنجليزية: Mononoke)‏ - (باليابانية: 物の怪) هي الأرواح الانتقامية (أونريو) أو الأرواح الميتة (شيريو) أو الأرواح الحية (إيكيريو) أو الأرواح في الأدب الكلاسيكي الياباني والدين الشعبي التي قيل إنها تفعل أشياء مثل الاستحواذ على الأفراد وجعلهم يعانون أو يتسببون في المرض أو حتى يتسببون في الموت. وهي أيضا كلمة تستخدم أحيانا للإشارة إلى يوكاي أو هنج ("الكائنات المتحولة").